# Кур-Урмийский район
Кур-Урми́йский район — административно-территориальная единица в составе Дальневосточного края, Хабаровской области и Хабаровского края РСФСР, существовавшая в 1933—1963 годах. Административный центр — село Новокуровка.
Кур-Урмийский эвенко-нанайский национальный район Дальневосточного края был образован 19 ноября 1933 года путём преобразования Амуро-Тунгусского туземного района. В состав района вошли Амгунский, Архангеловский, Восточно-Калиновский, Джерминский, Евгеньевский, Иванковский, Калиновский, Колдокский, Краснокуровский, Куканский, Мугдыкинский, Наумовский, Новокаменский, Новокуровский, Талаканский, Томский, Тунгусский, Улика-Павловский, Уликский, Эльдинский сельсоветы.
15 мая 1934 года Краснокуровский с/с был присоединён к Новокуровскому, а Новокаменский — к Калиновскому. 28 мая образован Ульяновский с/с.
22 июля 1934 года Кур-Урмийский район был отнесён к Хабаровской области Дальневосточного края.
23 августа 1935 года Евгеньевский с/с был присоединён к Ульяновскому. 14 апреля 1936 Мугдыкинский с/с был присоединён к Эльдинскому.
С 20 октября 1938 года Кур-Урмийский район относился к Хабаровской области Хабаровского края.
7 января 1939 года были упразднены Восточно-Калиновский,Наумовский и Ульяновский с/с.
С 26 мая 1939 года Кур-Урмийский район находился в непосредственном подчинении Хабаровского края.
21 августа 1939 года из Нанайского района в Кур-Урмийский был передан посёлок Литовко и образован Литовский поселковый совет.
16 июля 1940 года Амгуньский с/с Кур-Урмийского района был передан в Верхнебуреинский район.
13 марта 1942 года большая часть Литовского п/с была передана в Комсомольский район.
17 июня 1954 года Улика-Национальный с/с был присоединён к Улика-Павловскому, а Джерменский — к Калиновскому. 22 декабря того же года к Улика-Павловскому с/с был присоединён Архангеловский с/с.
15 июля 1958 года Колдокский с/с был переименован в Наумовский, а Эльдинский — в Хаилский. 19 ноября 1959 года Иванковский с/с был переименован в Побединский. 27 мая 1960 года Калиновский с/с был переименован в Голубиченский, а Тунгусский — в Новокаменский.
1 февраля 1963 года Кур-Урмийский район был упразднён, а его территория передана в состав Хабаровского сельского района.